# Johann Georg Rosenbach
Johann Georg Rosenbach (getauft 20. Januar 1678 in Heidelberg; † 4. April 1747 in Ebersdorf in Thüringen) war ein deutscher Pietist, der dem radikalen Pietismus anhing und als Wanderprediger weite Reisen unternahm.

## Leben
Johann Georg Rosenbach wurde in Heidelberg als Sohn eines Sporers geboren. In seiner Kindheit zog die Familie nach Heilbronn um, wo der junge Mann das Sporerhandwerk erlernte. Im Jahr 1697 ging der junge Mann nach Bayreuth und ließ sich dort als Soldat anwerben. In Erlangen erlebte er unter dem Einfluss des Notars Johann Adam Raab nach einem „Bußkampf“ eine Bekehrung und separierte sich von der Kirche, die er mit radikaler Kritik geißelte. Nachdem er aus dem Militär entlassen worden war, arbeitete er in Coburg wieder als Sporer und hatte seine ersten religiösen Visionen. In Bamberg wurde er verhaftet und verhört, weil er einen katholischen Handwerksgesellen vom Besuch der Messe abgehalten hatte. Nachdem er im Februar 1702 aus der Stadt ausgewiesen worden war, ging er wieder nach Erlangen, gab seinen Beruf auf und schrieb seinen Lebenslauf nieder. Nun zog er als radikalpietistischer Wanderprediger umher.
Im Herbst 1702 kehrte er in seinen Heimatort Heilbronn zurück und hielt dort Versammlungen. Dort kam er mit dem Kaufmann Georg Melber zusammen, welcher später – wie Eberhard Ludwig Gruber – bei den radikalen Pietisten des Kreises um Johann Friedrich Rock in Büdingen eine wichtige Rolle spielen sollte. Als Gegner trat der Pfarrer Johann Philipp Storr auf, welcher mehrere gegen Rosenbach gerichtete polemische Schriften publizierte.

## Reisen nach Württemberg und weitere Reisen
Gegen Ende des Jahres 1702 bereiste Johann Georg Rosenbach mehrere Monate lang das Herzogtum Württemberg, wo er mehrere Pfarrer besuchte, welche mit seinen Ideen sympathisierten. In Großbottwar suchte er den Pfarrer Eberhard Ludwig Gruber auf, der später in der Bewegung der Inspirierten eine wichtige Rolle spielen sollte. Im März 1703 lernte er in Frankfurt am Main den prominenten Radikalpietisten Johann Heinrich Reitz und die Witwe von Johann Jakob Schütz kennen. Als er wiederum zu seinen Eltern nach Heilbronn zurückkehrte, wurde er nach kurzer Zeit ausgewiesen. Bei dieser Gelegenheit verfasste er ein „Glaubensbekenntnis“. Nun bereiste er wiederum Württemberg. In der Residenzstadt Stuttgart führte er Gespräche mit mehreren Beamten des württembergischen Konsistoriums, die den Wanderprediger durchaus ernst nahmen. In Esslingen am Neckar lernte er Andreas Groß kennen, in Großbottwar traf er wiederum Eberhard Ludwig Gruber und den Hauslehrer auf Burg Schaubeck, Michael Müller. Dort kam es zu einem Tumult, als Rosenbach eine Versammlung abhielt, und der Ortsherr Baron Johann Sebastian von Gaisberg musste ihn auf dem Schloss Schaubeck in Sicherheit bringen. Schließlich ging Rosenbach wieder nach Stuttgart zurück, besuchte dann noch Radikalpietisten in Bietigheim und verließ dann das Herzogtum Württemberg. Zeitweise hielt er sich in Neuenstadt an der Linde auf, wo eine Nebenlinie des Hauses Württemberg regierte. Dann unternahm er, wie einige andere Radikalpietisten, weite Reisen und besuchte Gesinnungsgenossen, so in Altdorf an der Universität, in Nürnberg, wo er im Oktober 1703 verhaftet wurde, und an weiteren Orten. In Coburg wurde er Ende Oktober 1703 erneut verhaftet, konnte sich aber durch Flucht einer Gefängnisstrafe entziehen. Weitere Stationen auf seinen Reisen bildeten Berlin, wo er Johann Konrad Dippel traf, und die Anstalten von August Hermann Francke in Halle an der Saale.

## Späteres Leben
Im Jahr 1708 ließ sich Johann Georg Rosenbach in Altona nieder und begann wieder, regelmäßig als Handwerker zu arbeiten. Zum Entsetzen seiner Anhänger heiratete er, obwohl er die Ehe in früheren Jahren aus religiösen Gründen verworfen hatte. Er wurde Vater einer Tochter, aber seine Frau scheint bald danach verstorben zu sein. Sein weiteres Schicksal während der nächsten beiden Jahrzehnte ist unbekannt; wahrscheinlich hielt er sich in Hamburg und in den Niederlanden auf. Erst 1744 wird er wieder fassbar, als er „Spitalvater“ in Wunsiedel wurde. Lange übte er diese Funktion nicht aus, denn er wurde krank. Man brachte ihn zur Herrnhuter Brüdergemeine nach Ebersdorf, wo er im April 1747 starb.

## Werke
- Wunder- und gnadenvolle Bekehrung zweier in der Irre gegangenen Schaafe (1703)